# WTA-seizoen 1990

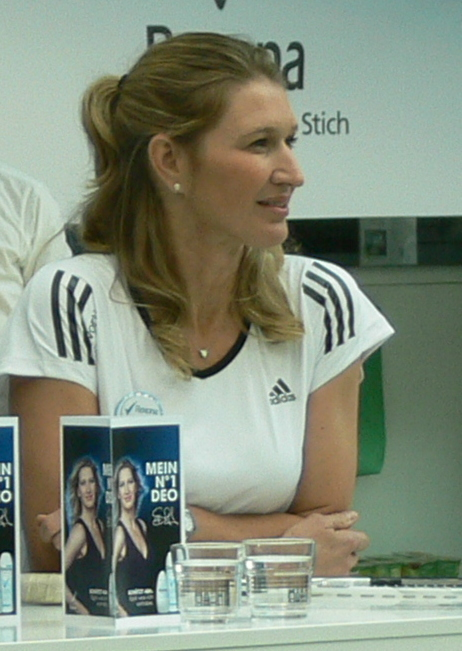
Winnares van de meeste enkelspeltitels: Steffi Graf

De WTA organiseerde in het seizoen 1990 onderstaande tennistoernooien.

## Winnaressen enkelspel met meer dan twee titels
| Speelster           | Aantal titels |
| ------------------- | ------------- |
| Steffi Graf         | 10            |
| Monica Seles        | 9             |
| Martina Navrátilová | 6             |
| Conchita Martínez   | 3             |

## WTA-toernooikalender 1990
| Startdatum hoofdtoernooi | Officiële naam van het toernooi   | Land, stad                         | Cat.     | ($)       | Ondergrond        | Winnares enkelspel                  |         |
| ------------------------ | --------------------------------- | ---------------------------------- | -------- | --------- | ----------------- | ----------------------------------- | ------- |
| 1990-01-01               | Danone Open                       | Australië, Brisbane                | Tier IV  | 150.000   | hardcourt, buiten | Natallja Zverava                    | details |
| 1990-01-08               | Holden NSW Open                   | Australië, Sydney                  | Tier III | 225.000   | hardcourt, buiten | Natallja Zverava                    | details |
| 1990-01-15               | Australian Open                   | Australië, Melbourne               | G.S.     | 1.220.160 | hardcourt, buiten | Steffi Graf                         | details |
| 1990-01-29               | Nutri-Metics                      | Nieuw-Zeeland, Auckland            | Tier V   | 75.000    | hardcourt, buiten | Leila Meschi                        | details |
| 1990-01-29               | Pan Pacific Open                  | Japan, Tokio                       | Tier II  | 350.000   | tapijt, binnen    | Steffi Graf                         | details |
| 1990-02-05               | Fernleaf International Classic    | Nieuw-Zeeland, Wellington          | Tier V   | 75.000    | hardcourt, buiten | Wiltrud Probst                      | details |
| 1990-02-05               | Breyers Tennis Classic            | Verenigde Staten, Wichita          | Tier IV  | 150.000   | hardcourt, binnen | Dianne Van Rensburg                 | details |
| 1990-02-12               | VS of Chicago                     | Verenigde Staten, Chicago          | Tier I   | 500.000   | tapijt, binnen    | Martina Navrátilová                 | details |
| 1990-02-19               | VS of Oklahoma                    | Verenigde Staten, Oklahoma         | Tier IV  | 150.000   | hardcourt, binnen | Amy Frazier                         | details |
| 1990-02-19               | VS of Washington                  | Verenigde Staten, Washington       | Tier II  | 350.000   | tapijt, binnen    | Martina Navrátilová                 | details |
| 1990-02-26               | VS of Indian Wells                | Verenigde Staten, Indian Wells     | Tier II  | 350.000   | hardcourt, buiten | Martina Navrátilová                 | details |
| 1990-03-05               | VS of Florida                     | Verenigde Staten, Boca Raton       | Tier II  | 350.000   | hardcourt, buiten | Gabriela Sabatini                   | details |
| 1990-03-16               | Lipton Internat'l Championships   | Verenigde Staten, Miami            | Tier I   | 750.000   | hardcourt, buiten | Monica Seles                        | details |
| 1990-03-26               | VS of Houston                     | Verenigde Staten, Houston          | Tier III | 225.000   | gravel, buiten    | Katerina Maleeva                    | details |
| 1990-03-26               | US Hardcourt Championships        | Verenigde Staten, San Antonio      | Tier III | 225.000   | hardcourt, buiten | Monica Seles                        | details |
| 1990-04-02               | Family Circle Cup                 | Verenigde Staten, Hilton Head Isl. | Tier I   | 500.000   | gravel, buiten    | Martina Navrátilová                 | details |
| 1990-04-09               | Suntory Japan Open                | Japan, Tokio                       | Tier IV  | 150.000   | hardcourt, buiten | Catarina Lindqvist                  | details |
| 1990-04-09               | Bausch & Lomb Championships       | Verenigde Staten, Amelia Island    | Tier II  | 350.000   | gravel, buiten    | Steffi Graf                         | details |
| 1990-04-16               | Eckerd Tennis Open                | Verenigde Staten, Tampa            | Tier III | 225.000   | gravel, buiten    | Monica Seles                        | details |
| 1990-04-23               | DHL Open                          | Singapore, Singapore               | Tier IV  | 150.000   | hardcourt, buiten | Naoko Sawamatsu                     | details |
| 1990-04-23               | Internat'l Championships of Spain | Spanje, Barcelona                  | Tier IV  | 150.000   | gravel, buiten    | Arantxa Sánchez Vicario             | details |
| 1990-04-30               | Ilva Trophy                       | Italië, Tarente                    | Tier V   | 75.000    | gravel, buiten    | Raffaella Reggi                     | details |
| 1990-04-30               | Citizen Cup                       | Duitsland, Hamburg                 | Tier II  | 350.000   | gravel, buiten    | Steffi Graf                         | details |
| 1990-05-07               | Peugeot Italian Open              | Italië, Rome                       | Tier I   | 500.000   | gravel, buiten    | Monica Seles                        | details |
| 1990-05-14               | Lufthansa Cup German Open         | Duitsland, Berlijn                 | Tier I   | 500.000   | gravel, buiten    | Monica Seles                        | details |
| 1990-05-21               | Internationaux de Strasbourg      | Frankrijk, Straatsburg             | Tier IV  | 150.000   | gravel, buiten    | Mercedes Paz                        | details |
| 1990-05-21               | Geneva European Open              | Zwitserland, Genève                | Tier IV  | 150.000   | gravel, buiten    | Barbara Paulus                      | details |
| 1990-05-28               | Roland Garros                     | Frankrijk, Parijs                  | G.S.     | 2.019.720 | gravel, buiten    | Monica Seles                        | details |
| 1990-06-11               | Dow Classic                       | Verenigd Koninkrijk, Birmingham    | Tier IV  | 150.000   | gras, buiten      | Zina Garrison                       | details |
| 1990-06-18               | Pilkington Glass Championships    | Verenigd Koninkrijk, Eastbourne    | Tier II  | 350.000   | gras, buiten      | Martina Navrátilová                 | details |
| 1990-06-25               | Wimbledon                         | Verenigd Koninkrijk, Londen        | G.S.     | 2.561.585 | gras, buiten      | Martina Navrátilová                 | details |
| 1990-07-09               | Swedish Open                      | Zweden, Båstad                     | Tier V   | 75.000    | gravel, buiten    | Sandra Cecchini                     | details |
| 1990-07-09               | Torneo Internazionale             | Italië, Palermo                    | Tier IV  | 75.000    | gravel, buiten    | Isabel Cueto                        | details |
| 1990-07-16               | Estoril Open                      | Portugal, Estoril                  | Tier V   | 100.000   | gravel, buiten    | Federica Bonsignori                 | details |
| 1990-07-16               | VS of Newport                     | Verenigde Staten, Newport          | Tier III | 225.000   | gras, buiten      | Arantxa Sánchez Vicario             | details |
| 1990-07-30               | Canadian Open                     | Canada, Montréal                   | Tier I   | 500.000   | hardcourt, buiten | Steffi Graf                         | details |
| 1990-08-06               | VS of Albuquerque                 | Verenigde Staten, Albuquerque      | Tier IV  | 150.000   | hardcourt, buiten | Jana Novotná                        | details |
| 1990-08-06               | American Bank Classic             | Verenigde Staten, San Diego        | Tier III | 225.000   | hardcourt, buiten | Steffi Graf                         | details |
| 1990-08-13               | VS of Los Angeles                 | Verenigde Staten, Los Angeles      | Tier II  | 350.000   | hardcourt, buiten | Monica Seles                        | details |
| 1990-08-20               | OTB International Open            | Verenigde Staten, Schenectady      | Tier V   | 75.000    | hardcourt, buiten | Anke Huber                          | details |
| 1990-08-27               | US Open                           | Verenigde Staten, New York         | G.S.     | 2.707.250 | hardcourt, buiten | Gabriela Sabatini                   | details |
| 1990-09-10               | Athens Open                       | Griekenland, Athene                | Tier V   | 75.000    | gravel, buiten    | Cecilia Dahlman                     | details |
| 1990-09-10               | Austrian Open                     | Oostenrijk, Kitzbühel              | Tier IV  | 100.000   | gravel, buiten    | Claudia Kohde-Kilsch                | details |
| 1990-09-12               | World Doubles Championships       | Verenigde Staten, Orlando          | WTA      | 175.000   | tapijt, binnen    | Larisa Savtsjenko Natallja Zverava† | details |
| 1990-09-17               | Clarins Open                      | Frankrijk, Parijs                  | Tier IV  | 150.000   | gravel, buiten    | Conchita Martínez                   | details |
| 1990-09-24               | Open Whirlpool                    | Frankrijk, Bayonne                 | Tier V   | 100.000   | tapijt, binnen    | Nathalie Tauziat                    | details |
| 1990-09-24               | Volkswagen Grand Prix             | Duitsland, Leipzig                 | Tier III | 225.000   | tapijt, binnen    | Steffi Graf                         | details |
| 1990-09-24               | Nichirei Internat'l Championships | Japan, Tokio                       | Tier II  | 350.000   | tapijt, binnen    | Mary Joe Fernandez                  | details |
| 1990-10-01               | Moscow Open                       | Rusland, Moskou                    | Tier V   | 100.000   | tapijt, binnen    | Leila Meschi                        | details |
| 1990-10-08               | European Indoors                  | Zwitserland, Zürich                | Tier II  | 350.000   | tapijt, binnen    | Steffi Graf                         | details |
| 1990-10-15               | Arizona Classic                   | Verenigde Staten, Scottsdale       | Tier IV  | 150.000   | hardcourt, buiten | Conchita Martínez                   | details |
| 1990-10-15               | Porsche Tennis GP                 | Duitsland, Filderstadt             | Tier II  | 350.000   | hardcourt, binnen | Mary Joe Fernandez                  | details |
| 1990-10-22               | Puerto Rico Open                  | Puerto Rico, Dorado                | Tier IV  | 150.000   | hardcourt, buiten | Jennifer Capriati                   | details |
| 1990-10-22               | Midland Bank Championships        | Verenigd Koninkrijk, Brighton      | Tier II  | 350.000   | tapijt, binnen    | Steffi Graf                         | details |
| 1990-10-29               | VS of Nashville                   | Verenigde Staten, Nashville        | Tier IV  | 150.000   | hardcourt, binnen | Natalia Medvedeva                   | details |
| 1990-10-29               | VS of California                  | Verenigde Staten, Oakland          | Tier II  | 350.000   | tapijt, binnen    | Monica Seles                        | details |
| 1990-11-05               | Jello Classic                     | Verenigde Staten, Indianapolis     | Tier IV  | 150.000   | hardcourt, binnen | Conchita Martínez                   | details |
| 1990-11-05               | VS of New England                 | Verenigde Staten, Worcester        | Tier II  | 350.000   | tapijt, binnen    | Steffi Graf                         | details |
| 1990-11-12               | WTA Championships                 | Verenigde Staten, New York         | WTA      | 3.000.000 | tapijt, binnen    | Monica Seles                        | details |
| 1990-11-26               | Nivea Cup                         | Brazilië, São Paulo                | Tier V   | 75.000    | gravel, buiten    | Veronika Martinek                   | details |

† dubbelspeltoernooi

## Primeurs
Speelsters die in 1990 hun eerste WTA-enkelspeltitel wonnen:
- Natallja Zverava (Sovjet-Unie) in Brisbane, Australië
- Wiltrud Probst (Duitsland) in Wellington, Nieuw-Zeeland
- Dianne Van Rensburg (Zuid-Afrika) in Wichita, Kansas, VS
- Naoko Sawamatsu (Japan) in Singapore
- Federica Bonsignori (Italië) in Estoril, Portugal
- Anke Huber (Duitsland) in Schenectady, New York, VS
- Nathalie Tauziat (Frankrijk) in Bayonne, Frankrijk
- Mary Joe Fernandez (VS) in Tokio Nichirei, Japan
- Jennifer Capriati (VS) in Dorado, Puerto Rico
- Natalia Medvedeva (Sovjet-Unie) in Nashville, Tennessee, VS
- Veronika Martinek (Duitsland) in São Paulo, Brazilië